# Paul Danel
Paul Danel, né le 25 décembre 1795 à Lille (Flandre française) et décédé le 7 octobre 1873 à Douai (Nord), est un avocat et un homme politique français.

## Biographie
Fils de Paul François Danel, député du Nord au Conseil des Cinq-Cents puis au Corps législatif, après de solide études de droit, il devient avocat.
Il entre en politique en 1845, en devenant Conseiller général du Nord, puis il sera par deux fois Président du Conseil général du Nord de 1850 à 1851 puis de 1870 à 1873.
Il présidera la Cour d'appel de Douai.

## Distinctions
- Officier de la Légion d'honneur par décret du  14 août 1862[3].